# Mesochorus junctus
Mesochorus junctus là một loài tò vò trong họ Ichneumonidae.